# Австрофашизъм
Австрофашизъм (на немски: Austrofaschismus) е авторитарната система, установена в Австрия след конституцията от 1934 г. и преустановена с анексацията на Федералната държава Австрия от Нацистка Германия през 1938 г. Системата се основава на управляващата партия Отечествен фронт (Vaterländische Front) и паравоенната милиция Хаймвер. По това време държавата се управлява от Енгелберт Долфус, а след убийството му – от Курт Шушниг. И двамата преди това са членове на Християнсоциалната партия, която бързо бива интегрирана в новото движение.
Австрофашизмът, който е католически и корпоратистки и приема австрийския национализъм, се различава от австрийския националсоциализъм, който има пангермански и антисемитски характер.

## Произход
Началото на движението на австрофашизма лежи в декларация, издадена от християнсоциалната паравоенна организация Хаймвер на 18 май 1930 г. Тази декларация осъжда както „марксиската класова борба“, така и икономическите структура на „либерал-капитализма“. Освен това тя изрично отхвърля „Западната демократична парламентарна система и многопартийната държава“.
Тази декларация е насочена главно към социалдемократичната опозиция, най-вече като отговор на Линцовата програма през 1926 г., която призовава за приемане на марксизма в Австрия. Тя се приема не само от Хаймвера, но и от много християнсоциални политици, като по този начин Австрия поема по пътя на авторитаризма.
Идеологически, австрофашизма черпи корени от австрийския политически католицизъм. В известна степен прилича на италианския фашизъм, както е тълкувано от Джовани Джентиле.

## Преход към федерална държава
Изборите във Виена през 1932 г. показват, че е възможно коалицията на Християнсоциалната партия, Ландбунга и Хаймвера да загубят мнозинството си в националния парламент, лишавайки на австрийското правителство от своята парламентарна основа. За да си подсигури ефективното управление над гражданите, правителството започва да търси начин да замени австрийската демокрация с авторитарна система, основаваща се на принципите на австрийския католицизъм. Тези усилия се подкрепят от Бенито Мусолини зад граница. Идеята за Щендещат (Ständestaat) произлиза от понятието за съсловия или корпорации и представлява формата на управление, предпочитана от Долфус и по-късно от Шушниг.
Възможността за такъв преход се появява на 4 март 1933 г., когато националният парламент се парализира от процесуални спорове. Долфус е спечелил мнозинство с едно гласуване в парламента. По време на спор за повторно преброяване на гласовете, говорителят и заместник-говорителите на парламента подават оставки, за да могат да гласуват, а в отсъствието на трите говорителя не съществуват процедурни мерки за повторно свикване на парламента. Долфус определя това като „самоелиминация на парламента“ и продължава да управлява на базата на определен военновремеви закон. Този закон е приет през 1917 г., по време на Първата световна война, за да позволи на правителството да издава укази, с които да се осигуряват доставките на стоки от първа необходимост. Законът никога не е официално отменян и затова започва да се използва от австрийското правителство, за да се установи авторитарен режим.
На 7 март 1933 г. министерският съвет издава забрана на протестите и митингите. Наложени са регулации върху пресата, които са изтъквани като икономически мерки за безопасност. Законът позволява на правителството да изисква одобрение за всеки вестник, който би станал причина за публичен спор или нарушение на обществения морал, до два часа преди да бъде разпространен. Така се прокарва път за цензура на пресата, но правителството иска да избегне появата на публична цензура, която е забранена от конституцията. Опозицията прави последен опит да върне промените на парламента, на което е отговорено с полицейска сила на 15 март 1933 г. Докато поддръжници на Германския въпрос, който цели обединението на германския народ, и социалдемократи пристигат в сградата на парламента, правителството изпраща 200 детектива в парламента, които да попречат на представителите да заемат местата си в заседателната зала.
На 31 март правителството разпуска Републиканския шуцбунд, паравоенната организация на социалдемократите. На 10 април 1933 г. указът на бившия социалдемократичен министър на образованието, Ото Гльокел, който прави католическите религиозни уроци в училище незадължителни, е анулиран. На 10 май всичките федерални, държавни и местни избори са отменени. Комунистическата партия на Австрия е разпусната на 26 май, Националсоциалистическата работническа партия на 19 юни, а Гилдията на свободомислещите – на 20 юни.
Хотел „Шиф“, който е убежище на социалдемократите в Линц, е нападнат от полицията през февруари 1934 г. Социалдемократите се съпротивляват, което довежда до гражданска война, която е потушена с военни и паравоенни сили. Скоро след това Социалдемократичната партия е забранена в Австрия.
На 30 април 1934 г. националният парламент, в хода на последната си сесия, приема закон, позволяващ на правителството да заеме всички ръководни постове, които преди това са били държани от парламента.

## Майска конституция
На 1 май правителството на Долфус обявява Майската конституция (Maiverfassung), която премахва термина „Република“ и вместо това използва като официално име на страната „Федерална държава Австрия“ (Bundesstaat Österreich), макар конституцията реално да намалява автономността на австрийските щати. Федералният съвет е запазен, макар и като само сериозно ограничено звено на федералното правителство. Вместо да се състави 59-членен Национален съвет чрез пряко гласуване, това е постигнато чрез четири „съвета“, представляващи професионалистите от австрийската култура, държавните дела, щатите и икономическите дела. Националният съвет губи властта си за иницииране на законодателство, но въпреки това, от него се очаква да одобрява указите на правителството. Цялата ефективна власт е в ръцете на федералния канцлер, който назначава правителството си едностранно, и федералния президент, който назначава канцлера. Както и при конституцията от 1933 г. на Антониу ди Оливейра Салазар, Майската конституция насърчава католически корпоративизъм, който има много прилики с принципите на Quadragesimo anno, отхвърлящ капитализма и социализма.
Канцлерът Долфус е убит през юли 1934 г. по време на опит на Австрийската националсоциалистическа партия да срути режима и да обяви нацистко правителство. Убийството на Долфус е придружено с нацистки бунтове в много райони на Австрия, което води до допълнителни жертви. В Каринтия, голям контингент от северногермански нацисти се опитва да завземе властта, но офанзивата им е сподавена от лоялните войски на Хаймвера. Нацистките убийци, превзели Федералното канцлерство във Виена, се предават след заплахи за взривяване на сграда с динамит и са екзекутирани преди края на юли. И докато лидерът на Хаймвера Щаремберг за кратко поема властта в качеството си на вицеканцлер, Курт Шушниг е назначен за наследник на Долфус от президента Миклас на 29 юли. Щаремберг е напълно отстранен от правителството през 1936 г., а след това се поддава на натиска на нацистите през март 1938 г.
Една от причините за провала на пуча е италианската намеса – Мусолини събира армейски корпус от четири дивизии при австрийската граница и заплашва Хитлер с война, в случай че първоначално планираното германско нахлуване в Австрия след успешен преврат се състои. Подкрепата за нацисткото движение в Австрия е задмината единствено от тази в Германия. В някои области на страната тя надхвърля 75%.

## Характеристики

### Отечествен фронт
Отечественият фронт е управляващата политическа организация при австрофашизма. Тя се обявява за безпартийно движение, целящо да обедини всички хора в Австрия, независимо от политическите и социалните им разделения. Провъзгласена на 20 май 1933 г. от Енгелберт Долфус като единствена законна партия, тя се застъпва за австрийския национализъм и независимостта от Нацистка Германия и за защитаване на австрийската католическа идентичност от считаната за протестантска германска държава.

### Идеология
Идеологията на австрофашизма за „общност на хората“ (Volksgemeinschaft) е различна от тази на нацизма. Те си приличат по това, че и двете служат за противопоставяне на идеята за класова борба, обвинявайки левицата в унищожаване на индивидуалността и така спомагайки за установяване на тоталитарен режим. Корпоративистките предложения на Долфус са концентрирани върху облагодетелстването на всички членове на работническата класа, от земеделците до модните дизайнери.
Австрофашизма, също така, се фокусира върху историята на Австрия. Католическата църква играе важна роля в австрофашисткото определение за австрийска история и идентичност, което служи за отдалечаване от германската култура. Според тази идеология, австрийците са „по-добрите немци“. Монархията е издигната до идеала на могъща държава с голямо влияние – статут, който Австрия губи след Сенжерменския договор.
Въпреки наблягането върху католицизма, с което Долфус образува Федералната държава Австрия, той се противопоставя на насилването на католицизма върху други религиозни малцинства.

### Правни процеси
След като парламентът е разпуснат, правителството разпуска и Конституционния съд. Четиримата християнсоциални членове на съда подават оставки, а правителството забранява назначаването на нови съдии, като по този начин практически затваря съда.
През септември 1933 г. правителството създава лагери за интерниране на членове на политическата опозиция. Социалдемократи, социалисти, комунисти и анархисти се считат за дисиденти и са обричани на затвор. След опита за преврат от 1934 г. нацисти също се арестуват. На 11 ноември 1933 г. правителството възобновява смъртното наказание за престъпления като убийство, палеж и „публично насилие чрез злонамерени щети по чужда собственост“. През февруари 1934 г. бунтуването също е добавено към списъка на смъртно наказваните престъпления.
Според някои автори, обаче, въпреки насилието и репресиите на австрофашизма, той никога не достига терора на нацизма, като дори и в най-крайната си фаза диктатурата на Шушниг не е възприемана сериозно.

### Образование
Към 1933 г. редица от закони вече са приети, целящи да съгласуват образователната система в Австрия с австрофашизма. Католическата църква при новото правителство успява да окаже значително влияние върху образователната политика, която преди това е отделена от религията. За да се вземе успешно матура, ученикът е трябвало да присъства на уроци по религиознание. Образователните възможности за жени са значително ограничени.
Висшето образование също е засегнато от новия режим. Броят професори и асистенти спада, докато правителството установява правни основания за сваляне от длъжност на тези, които критикуват новия режим. Дисциплинарните действия, които преди това са отговорност на отделните университети, са прехвърлени на правителството. Само членове на Отечествения фронт могат да стават университетски служители.

### Икономическа политика
Към 1930 г. външната търговия към и от Австрия се отдалечава от системата на свободния пазар. Една от най-големите промени е затварянето на австрийския пазар за външна търговия в отговор на краха на Уолстрийт от 1929 г.
Безработицата нараства драстично – между 1932 и 1933 г. с над 25%. В отговор на това, правителството създава т.нар. „кооперации“ от работници и компании.

### Култура
Официалната културна политика на австрофашисткото правителство е утвърждаването на барока и други дореволюционни стилове. Правителството поощрява културното мислене, напомнящо за времето преди Френската революция. Това включва идеята за „заплаха от Изток“, нахлуването в Европа от Османската империя, която по това време се проектира върху Съветския съюз. По този начин правителството предупреждава народа срещу т.нар. „културен болшевизъм“, за който твърди, че представлява голяма опасност за Австрия.

### Минимален антисемитизъм
Между 1933 и 1938 г. не съществува официална политика относно антисемитизма. Общественото насилие срещу евреите е рядкост. Докато австрофашистката държава е подлагана на нарастващия натиск от страна на Нацистка Германия, която наказва гражданите си, пътуващи към Австрия, с такса от 1000 марки и дори повече след проваления нацистки преврат в Австрия през юли 1934 г., много евреи започват да подкрепят режима.
Историята на австрофашисткото движение се корени отчасти в една от предходните му партии, Християнсоциалната партия. Един от най-известните основатели на тази партия, Карл Люгер, е виден антисемит, за който често се смята, че е повлиял на Адолф Хитлер.
Въпреки това, австрофашистките държавни служители подкрепят Залцбургския фестивал, за който работят много еврейски хора на изкуството като Херберт Граф, Макс Райнхард, Рихард Таубер, Бруно Валтер и други. Валтер е главен диригент във Виенската държавна опера до 1938 г. и дирижира на няколко концерта на Виенската филхармония. Именно заради това, фестивалът е силно критикуван от германскте държавници и бойкотиран от германски хора на изкуството като Рихард Щраус, Вилхелм Фуртвенглер и Клеменс Краус. Фестивалът попада и в полезрението на австрийските антисемити и десни партии.
По това време много евреи напускат Германия и намират временно убежище в Австрия. Телевизионни продуценти като Хенри Костер и Джо Пастернак вече не могат да работят в Германия и продължава работата си в Австрия. Еврейски атлети съставят отбора Хакоах (Виена), който е един от най-успешните спортни клубове в Австрия до 1938 г.
Въпреки това, много евреи също са уволнени от работа, след като са обвинени, че симпатизират на комунистите или на социалдемократите. В някои десни вестници понякога също излизат антисемитски материали. Все пак, евреите продължават да са интегрална част от австрийското общество до март 1938 г. Някои от тях, обаче, губят надежда за плодотворното бъдеще в страната и напускат Австрия преди 1938 г., особено след като през 1936 г. Австрия се договаря в Нацистка Германия да предоставя амнистия на нацисти в нелегалност. Едни от най-известните евреи, които напускат Австрия преди 1938 г. са Стефан Цвайг и Ото Преминджър.

## Рухване
Режимът просъществува, докато благосклонността на Фашистка Италия при Мусолини го защитава срещу експанзионизма на Нацистка Германия. Обаче, когато Мусолини пожелава да сложи край на нарастващата международна изолация на Италия, обединявайки се с Хитлер през 1938 г., Австрия остава сама срещу нарастващия германски натиск.
За да защити независимостта на Австрия, Шушниг се споразумява с Хитлер 17 000 австрийски нациста да получат амнистия и да бъдат интегрирани в Отечествения фронт. Артур Зайс-Инкварт, лидерът на австрийските нацисти, е назначен за министър на вътрешните работи и сигурността. Докато нацисткото напрежение расте, вече поддържано и от вътрешността на правителството, Шушниг се опитва да спечели народната подкрепа за австрийска независимост чрез референдум. Хитлер реагира, твърдейки, че Шушниг е направил опит за измама и поисква от него да предаде правителството на австрийските нацисти или да се изправи срещу германско нахлуване. Шушниг не успява да намери подкрепа в лицето на Франция или Великобритания и подава оставка, за да избегне кръвопролития. След като нацистите завземат властта във Виена, президентът Миклас, който първоначално е отказал, назначава Зайс-Инкварт за нов канцлер, който от своя страна поисква военна окупация от германската армия. На следващия ден Хитлер нахлува в Австрия и обявява страната за част от Германия, като го формализира на 15 март.